# Éric Carrière
Éric Carrière (ur. 24 maja 1973 roku w Foix) – francuski piłkarz występujący na pozycji pomocnika. Karierę zakończył w Dijon FCO.

## Kariera klubowa
Éric Carrière zawodową karierę rozpoczynał w 1996 roku w FC Nantes. Do podstawowej jedenastki "Kanarków" przebił się w sezonie 1997/1998, kiedy to rozegrał 27 ligowych spotkań. W 1999 i 2000 roku Carrière razem z zespołem zdobył Puchar Francji, a w 2001 roku sięgnął po mistrzostwo kraju. Za grę w 2001 roku został uznany najlepszym zawodnikiem pierwszej ligi.
Po tym sukcesie Francuz zdecydował się na transfer do Olympique Lyon. W ekipie "Les Gones" francuski pomocnik występował przez trzy sezony i za każdym razem kończył ligowe zmagania na pierwszym miejscu. W barwach Lyonu Carrière zadebiutował w Lidze Mistrzów, podobnie jak w Nantes występował także w rozgrywkach Pucharu UEFA. Latem 2004 roku Carrière podpisał kontrakt z RC Lens. W zespole "Les Sang et Or" Francuz od razu wywalczył sobie miejsce w pierwszym składzie i stał się jednym z najważniejszych piłkarzy w drużynie. W sezonie 2007/2008 rozegrał swój setny mecz w barwach Lens.
26 czerwca 2008 roku Carrière podpisał dwuletni kontrakt z Dijon FCO i od razu stał się podstawowym graczem tego klubu. Występował z nim w rozgrywkach drugiej ligi. Rozegrał 67 spotkań strzelając 7 goli.
W 2010 roku zakończył karierę piłkarską.

## Kariera reprezentacyjna
W reprezentacji Francji Carrière zadebiutował 30 maja 2001 roku w wygranym 5:0 meczu przeciwko Korei Południowej. W tym samym roku wystąpił w Pucharze Konfederacji, który zakończył się zwycięstwem Francuzów. Ostatni mecz w kadrze Carrière rozegrał w 2002 roku. Dla drużyny narodowej zaliczył łącznie dziesięć występów i zdobył pięć bramek.